# Ritande gossar
 Ritande gossar är en oljemålning av den svenska målaren Sofie Ribbing från 1866.

## Målningen
Ritande gossar år en genremålning som är skapad inom ramen för Düsseldorfskolan. Sofie Ribbing hade utbildat sig för bland andra Karl Ferdinand Sohn vid konstakademien i Düsseldorf i Tyskland på 1860-talet.
| ”                      | Ritande gossar ... är en höjdpunkt, inte bara i konstnärens produktion, utan också i den svenska konsten under mitten av 1800-talet. Målningen representerar en form av vardaglig realism ... Skildringen av det mjuka ljuset som faller över pojkarna är enastående skildrat och bidrar till bildens stämning av intimitet och stilla koncentration. | „ |
| – Kristoffer Arvidsson | |   |

## Proveniens
Målningen köptes av Göteborgs konstförening för Göteborgs konstmuseum 1886.